# جاده ای۱۶۵
جاده ای۱۶۵ (انگلیسی: A165 road) یکی از جاده‌های کشور انگلستان است.
این جاده از روستا بورنیستون شروع و در شهرک کینگستن هال به پایان می‌رسد، طول این جاده ۷۹.۸ کیلومتر است.